# Delta (Rakete)

Delta II, III und IV im Vergleich (Delta I ist nicht auf dem Bild)

Delta war eine Serie US-amerikanischer Trägerraketen. Sie wurden von dem Unternehmen Douglas Aircraft Company entwickelt und verwendeten ursprünglich die Thor-Rakete als Grundstufe. Im Laufe der Jahre wurde die Delta immer wieder modifiziert und erweitert, sodass das letzte Modell Delta IV kaum noch etwas mit den ersten Modellen gemeinsam hatte. Die Startmasse stieg von etwa 50 t im Jahre 1960 auf über 700 t im Jahre 2004, die Nutzlastkapazität für den Geotransferorbit (kurz GTO) stieg im selben Zeitraum von 130 kg auf 13130 kg. Nachdem die Douglas Aircraft Company 1997 von Boeing aufgekauft wurde, wurden die Delta-Raketen von Boeing produziert und vermarktet, ab 2006 dann von der United Launch Alliance, einem Joint Venture von Boeing und Lockheed Martin.
Von 1960 bis 2024 starteten insgesamt 388 Delta-Raketen; 371 dieser Starts waren vollständig erfolgreich. Damit gehörte die Delta-Serie zu den erfolgreichsten Raketenmodellen. Da die Delta zuletzt wegen des Preiswettbewerbs durch SpaceX nicht mehr konkurrenzfähig war, wurde das letzte angebotene Modell – die Delta IV – durch die neue Rakete Vulcan ersetzt.

## Entwicklung

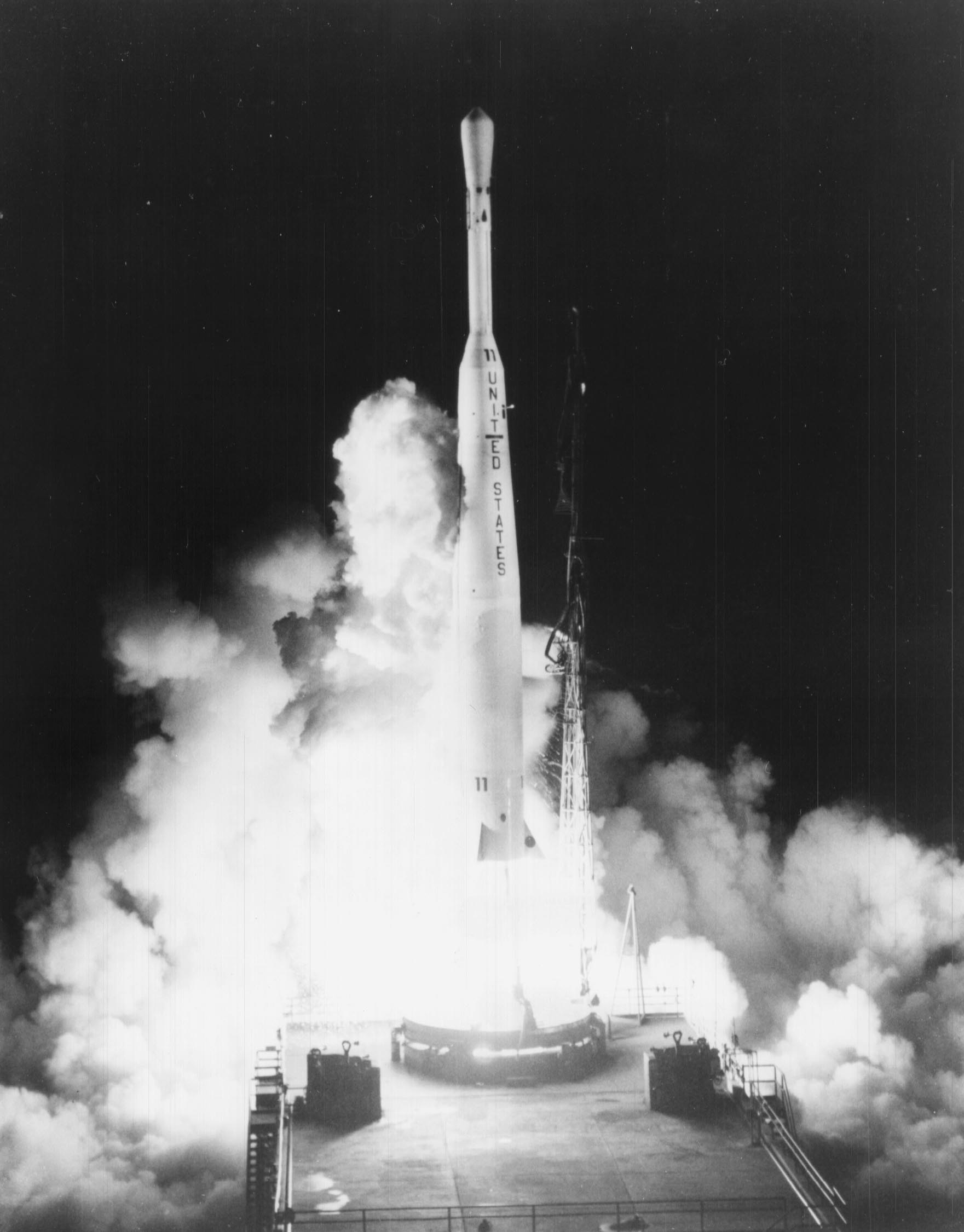
Eine Thor-Delta (Nr. 11) startet Telstar 1 (10. Juli 1962, Cape Canaveral)

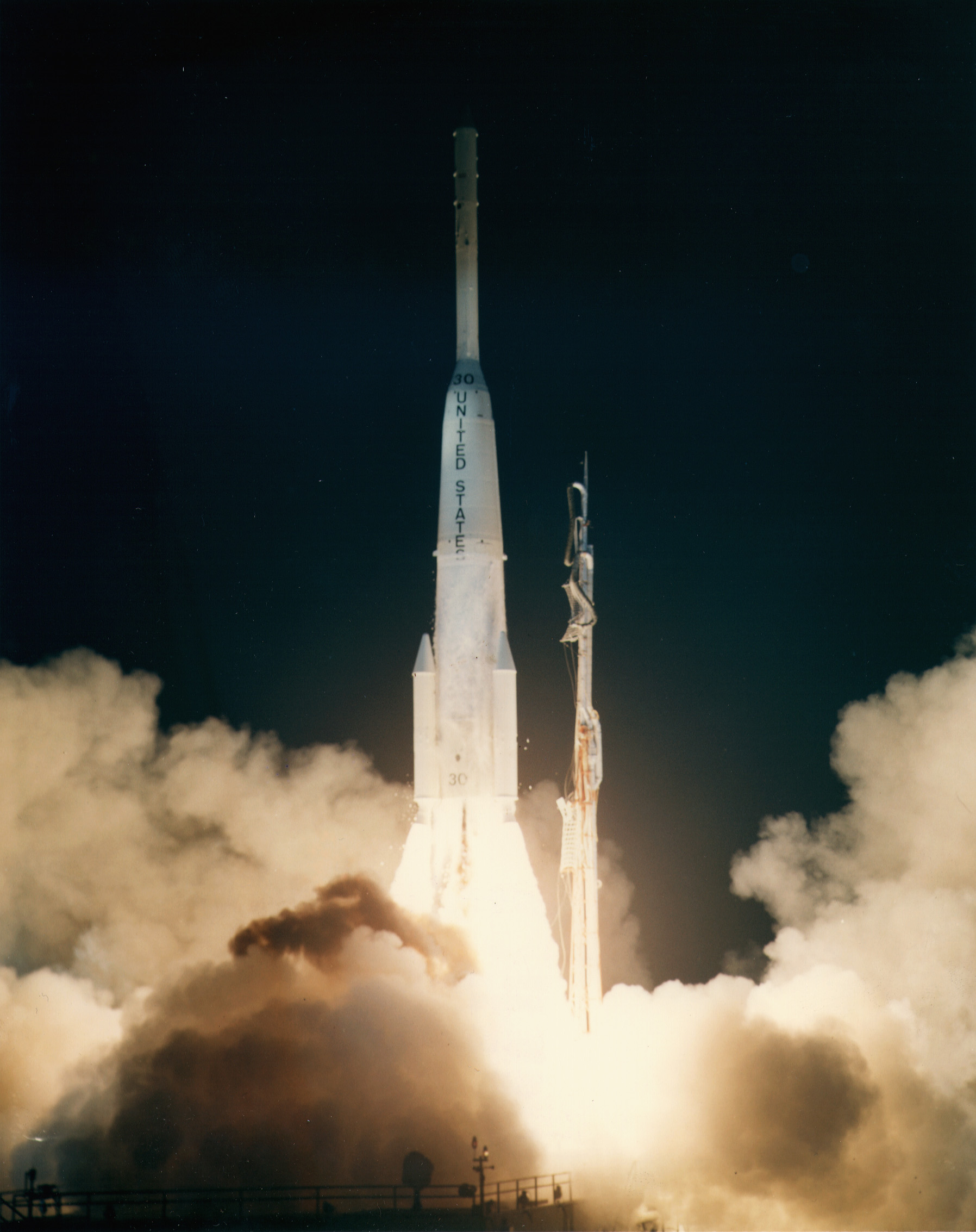
Eine Delta D mit einem INTELSAT-I-Satelliten (6. April 1965, Cape Canaveral)

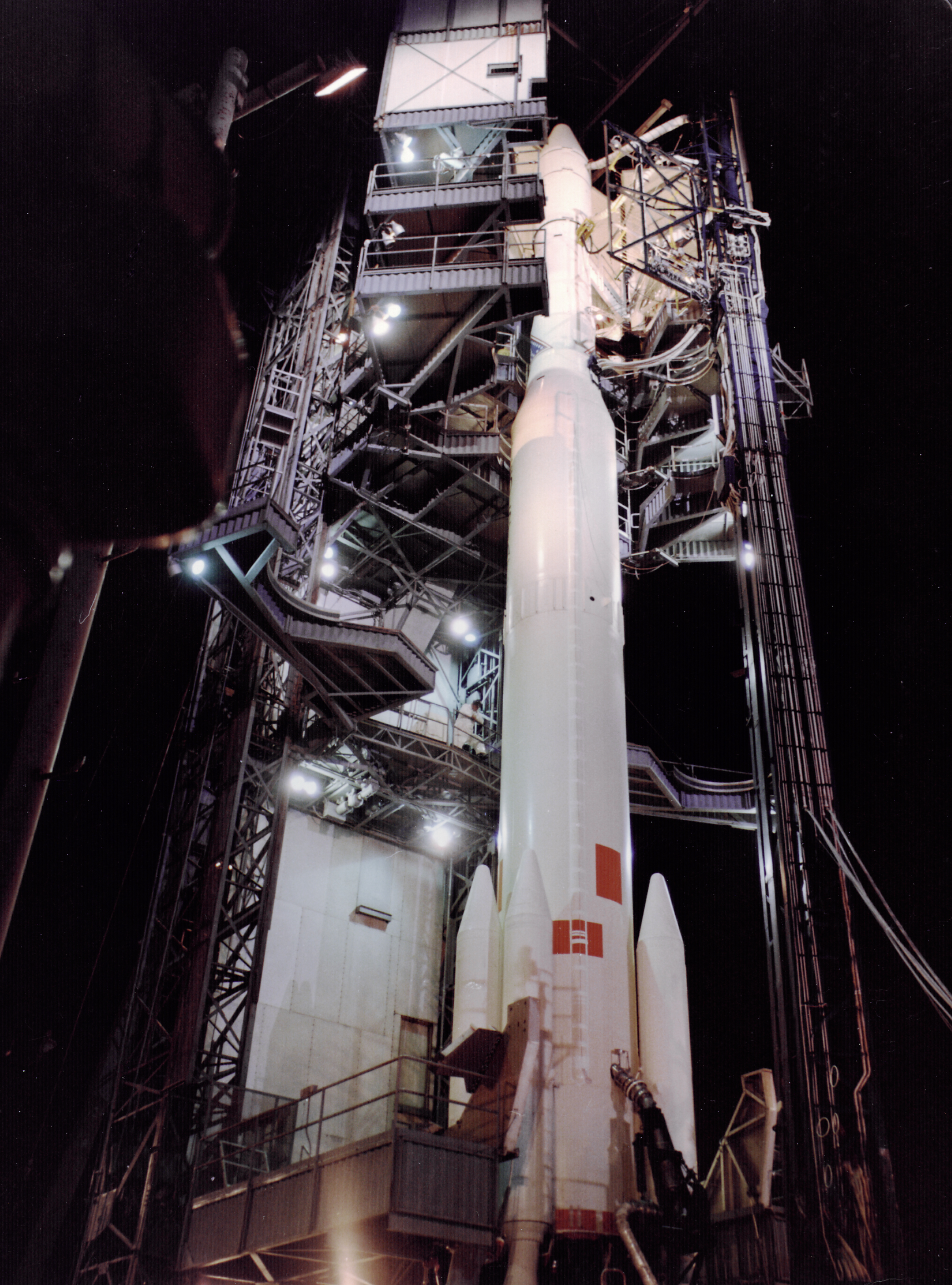
Delta N6 mit einem ITOS-Satelliten bei den Startvorbereitungen (Oktober 1971, Vandenberg AFB)

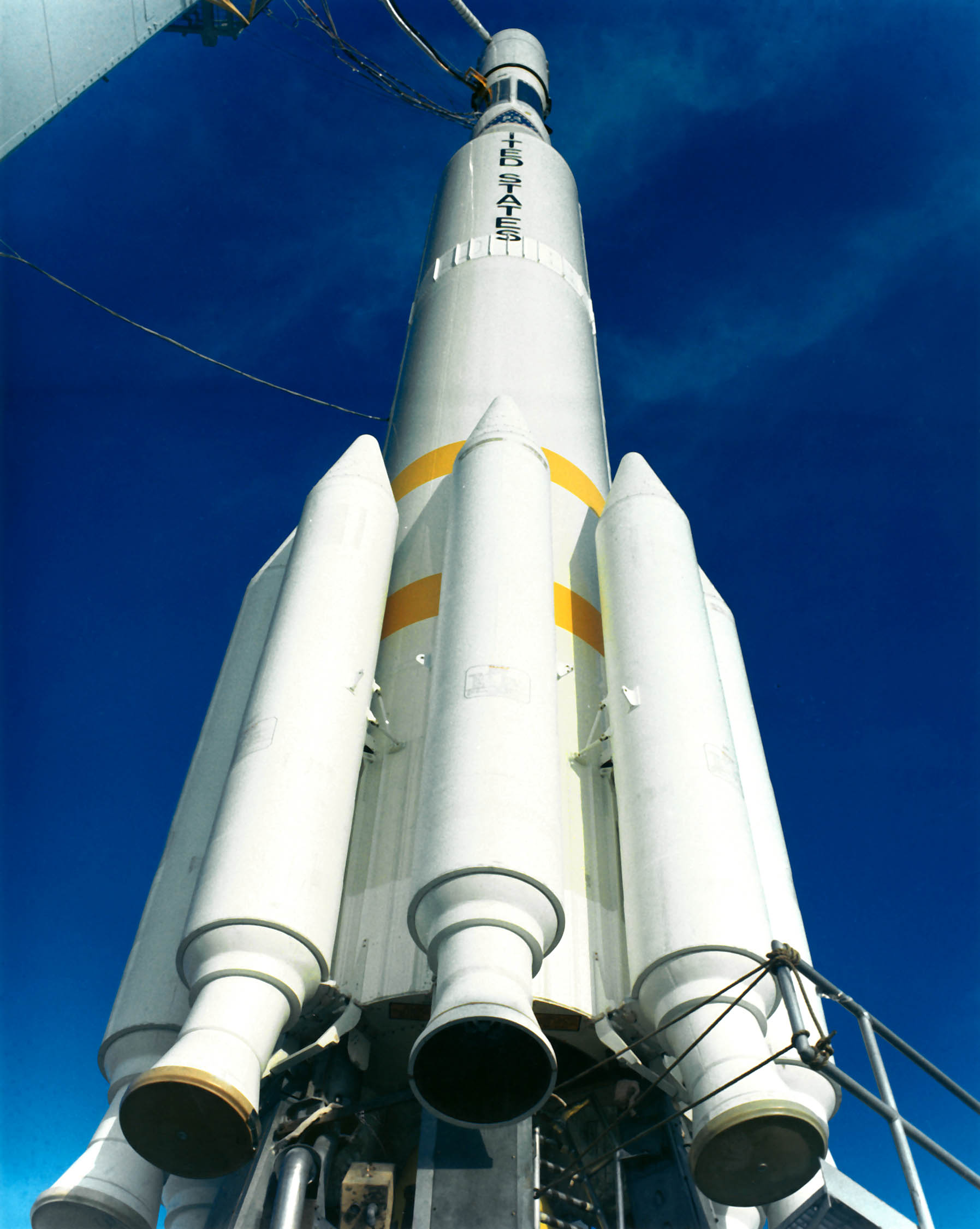
Eine Delta 900 mit dem Wettersatelliten Nimbus E aus einer ungewöhnlichen Perspektive (12. Dezember 1972, Vandenberg AFB)

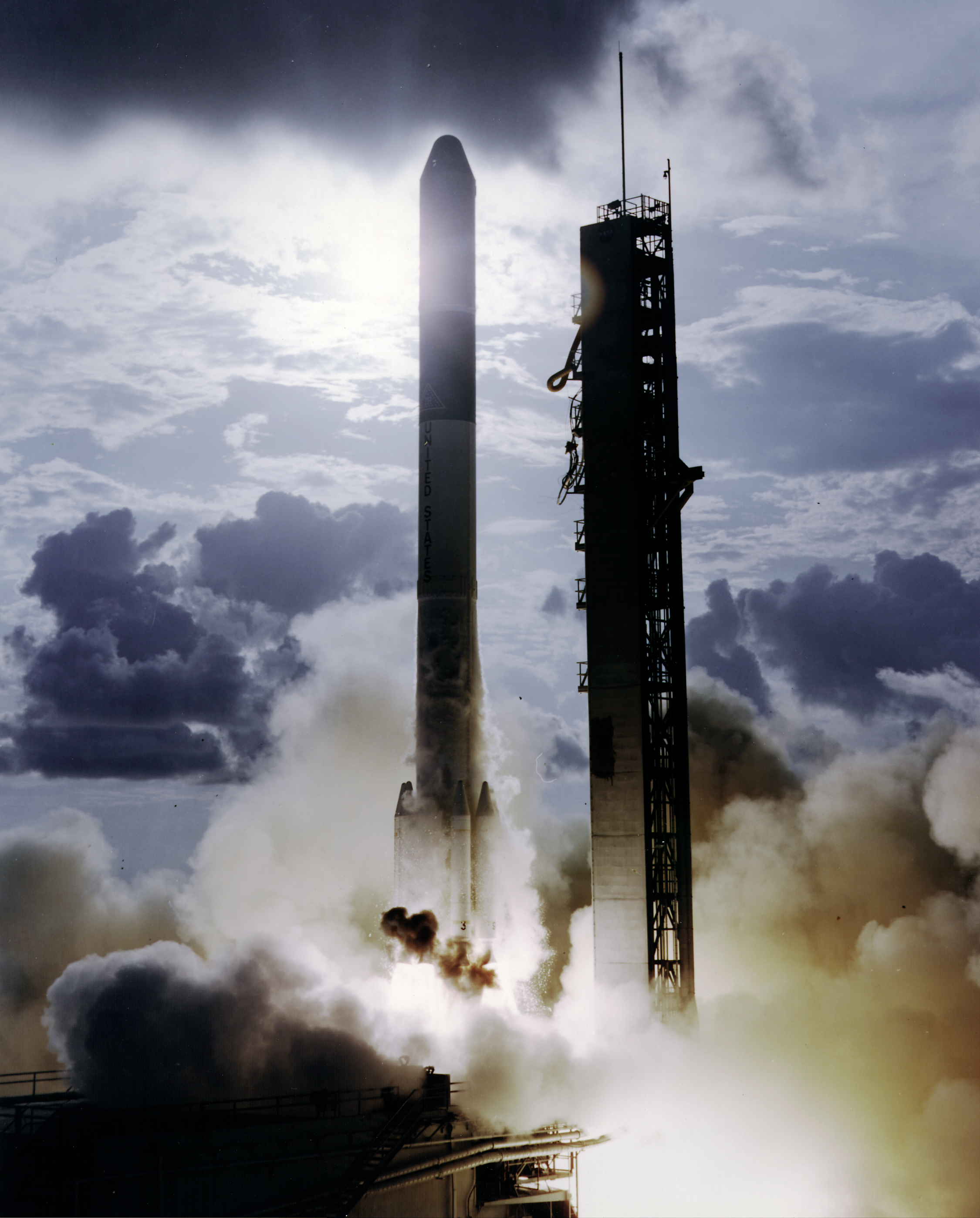
Die 112. Delta (Delta 1910) startete mit dem Sonnenobservatorium OSO 8 (21. Juni 1975, Cape Canaveral)

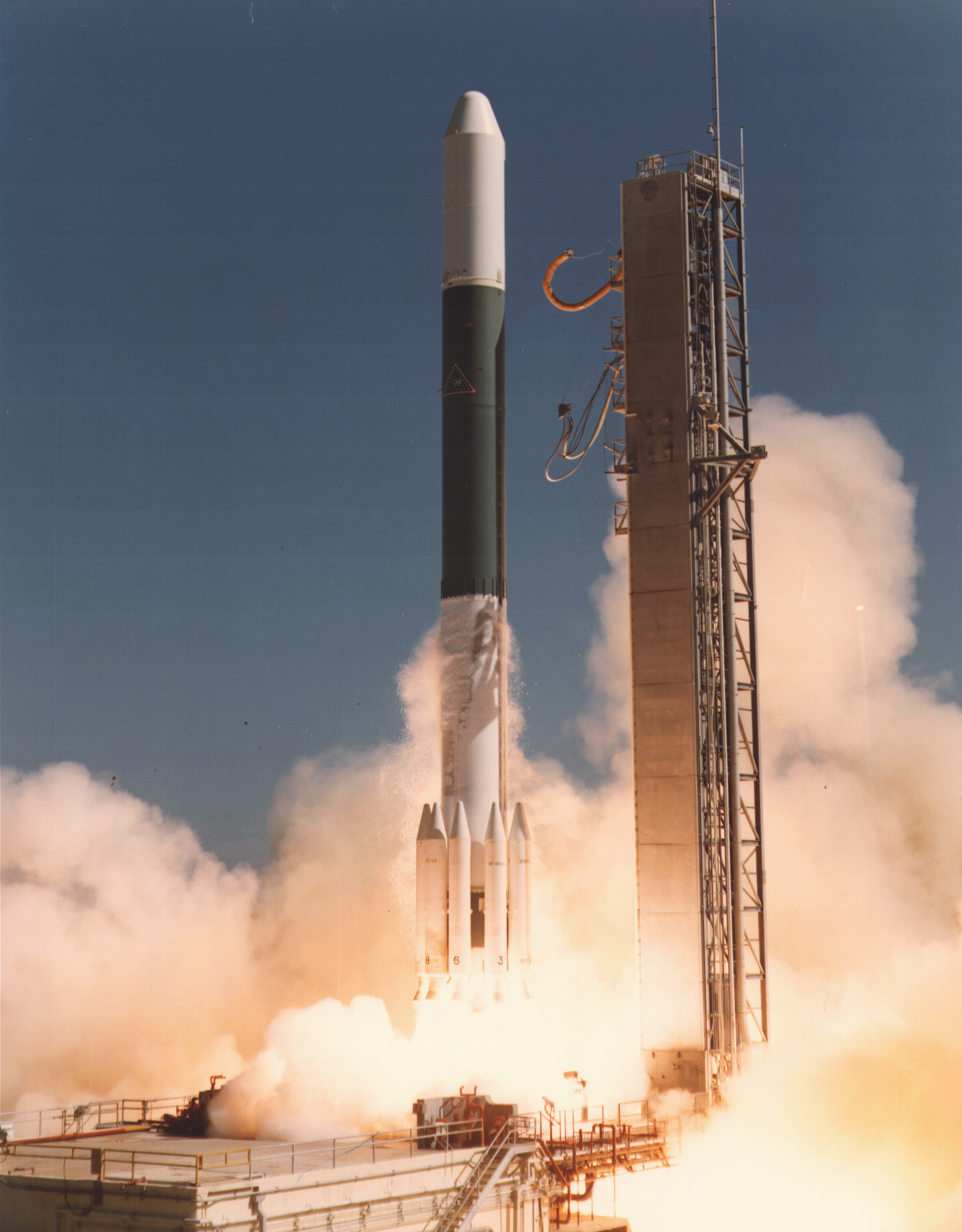
Start einer Delta 2914 mit dem Ultraviolettsatelliten IUE (26. Januar 1978, Cape Canaveral)

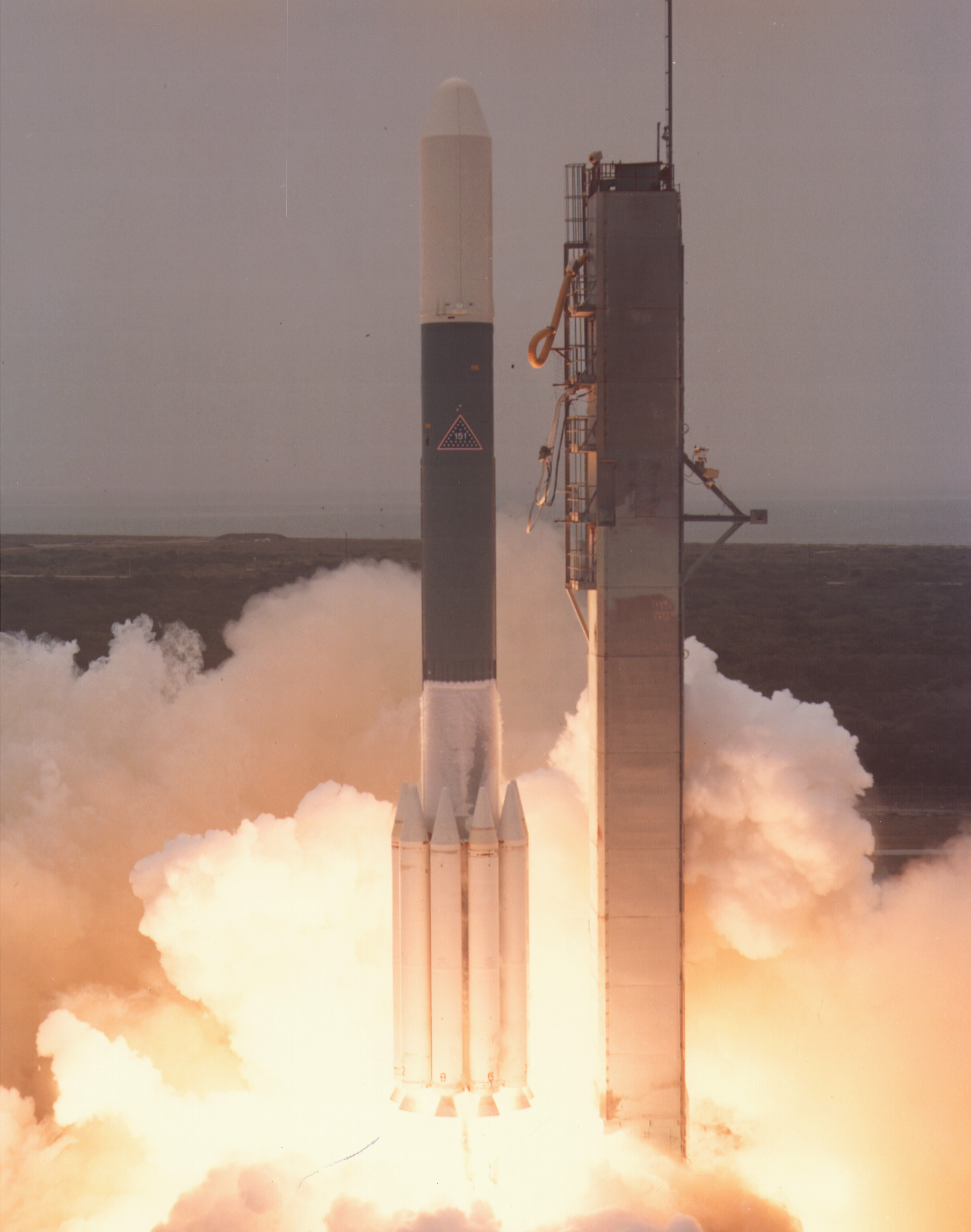
Delta 3910 mit dem SMM-Satelliten (14. Februar 1980, Cape Canaveral)

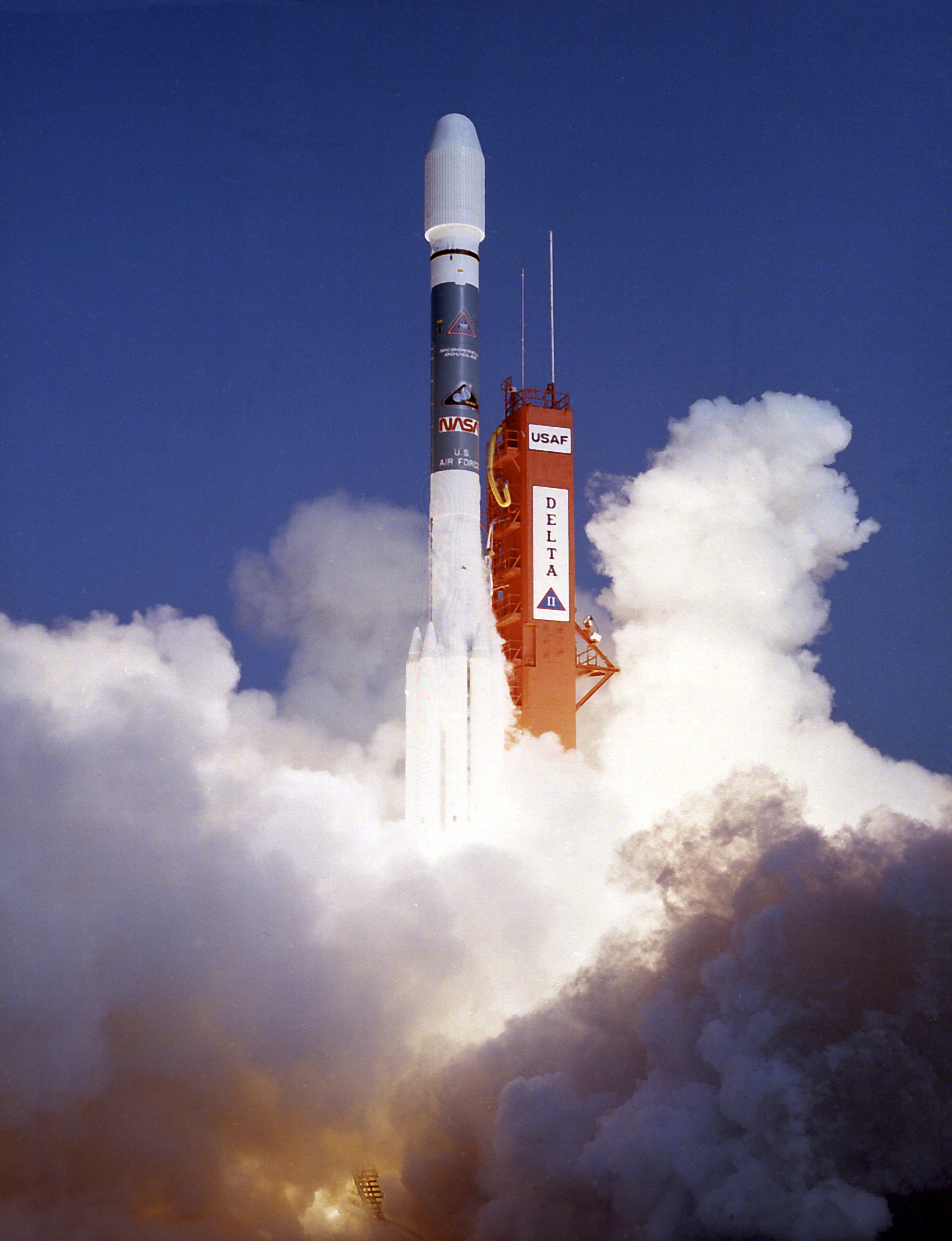
Delta 6920-10 startete mit ROSAT (1. Juni 1990, Cape Canaveral)

Im Januar 1959 vergab die damals gerade entstandene NASA der Douglas Aircraft Company einen Auftrag über zwölf Raketen des folgenden Typs:
- Stufe I: Modifizierte Thor-IRBM mit einem Block-I-MB-3-Triebwerk (676 kN Schub)
- Stufe II: Modifizierte Able (Delta genannt) mit einem Aerojet-AJ-10-118-Triebwerk (34 kN Schub).
- Stufe III: Altair mit einem ABL-X-248-Feststoffmotor (12 kN Schub)

Die Rakete sollte eine Nutzlastkapazität von 295 kg für einen niedrigen Orbit und 45 kg für einen Geotransferorbit haben und sollte in den Jahren 1960 bis 61 als Übergangslösung dienen, bevor andere, stärkere Raketen einsatzbereit waren. Außerdem sollten mit der Rakete nur wissenschaftliche, meteorologische und Kommunikationssatelliten gestartet werden. Die Rakete bekam den Namen Thor-Delta, später nannte man sie einfach nur Delta, um den nicht-militärischen Charakter des Raketenprogramms zu unterstreichen. Von den ersten zwölf bestellten Raketen waren elf erfolgreich, so dass die NASA entschied, die Delta weiterhin einzusetzen und bereits vor 1962 weitere 14 Raketen bestellte.
Im Laufe der Jahre entstanden viele Versionen der Delta-Rakete, im Folgenden werden die wichtigsten beschrieben.

## Delta I
Der erste Flug einer Thor-Delta am 13. Mai 1960, bei dem der Satellit Echo 1 ins All gestartet werden sollte, war ein Fehlschlag. Doch schon der zweite Flug mit dem baugleichen Satelliten Echo 1A am 12. August 1960 war erfolgreich. Die Rakete erhielt bald den Namen Delta und wird nun auch oft Delta I genannt.

### Frühe Versionen
- Delta (Delta DM-19) – war die erste Version der Thor-Delta, die man wegen ihrer Thor-DM-19-Erststufe auch oft Delta DM-19 nannte. Sie hatte eine Startmasse von 50 t und konnte 130 kg in einen niedrigen Orbit oder 45 kg in einen Geotransfer-Orbit bringen. Diese Version wurde insgesamt zwölf Mal gestartet, wobei nur ein Start ein Fehlschlag war.
- Delta A – unterschied sich von der Delta DM-19 durch eine modifizierte Erststufe, die ein verbessertes Triebwerk bekam, und nun die Bezeichnung DM-21 trug. Die zweite Stufe der Rakete wurde ebenfalls modifiziert und erhielt dadurch die Möglichkeit einer Wiederzündung im Orbit. Die Startmasse der Rakete blieb praktisch gleich, die Nutzlastkapazität stieg jedoch auf 181 kg für eine niedrige Umlaufbahn und auf 54 kg für den GTO. Delta A startete nur zweimal, beide Starts waren erfolgreich. Der Erststart erfolgte am 2. Oktober 1962.
- Delta B – unterschied sich von der Delta A nur durch eine etwas längere zweite Stufe, die dadurch mehr Treibstoff aufnehmen konnte. Die Nutzlastkapazität stieg auf 370 kg für eine niedrige Umlaufbahn und auf 68 kg für den GTO. Die Rakete startete neun Mal, nur ein Start war nicht erfolgreich. Der Erststart erfolgte am 13. Dezember 1962 mit dem experimentellen Kommunikationssatelliten Relay I.
- Delta C – erhielt eine neue Altair-2-Drittstufe, die die alte Altair 1 ersetzte. Daneben gab es auch eine Delta-C1-Version, die eine FW-4D-Drittstufe einsetzte. Die Nutzlastkapazität der Delta C betrug 410 kg für einen niedrigen Orbit und 82 kg für den GTO. Delta C (zusammen mit C1) wurde insgesamt 16 Mal gestartet, wobei es zwei Fehlstarts gab. Der Erststart erfolgte am 27. November 1963.
- Delta D – unterschied sich von Delta C durch das Anbringen von drei Castor-I-Feststoffboostern an die erste Stufe der Rakete. Außerdem wurde das Triebwerk der ersten Stufe etwas modifiziert. Die Nutzlastkapazität betrug 450 kg für einen niedrigen Orbit und 104 kg für den GTO. Delta D wurde zweimal gestartet, beide Einsätze waren erfolgreich. Der Erststart erfolgte am 19. August 1964.
- Delta E – erhielt eine neue Drittstufe, die etwa doppelt so schwer wie die alte war. Zusätzlich wurde der Durchmesser der zweiten Stufe erhöht, so dass ihre Tanks mehr Treibstoff fassen konnten. Außerdem wurden nun drei Booster vom Typ Castor II eingesetzt, die etwas stärker waren als die alten Castor I. Auch hier gab es eine Delta-E1-Version mit einer FW-4D-Drittstufe. Die Nutzlastkapazität der Delta E stieg nun auf 750 kg für eine niedrige Umlaufbahn und auf 150 kg für den GTO. Die Rakete wurde 23 Mal gestartet, nur ein Start war nicht erfolgreich. Der Erststart erfolgte am 6. November 1965.
- Delta G – dies war eine Delta E ohne die dritte Stufe, da sie nur zum Starten von niedrigfliegenden Satelliten eingesetzt wurde, wofür man eine zusätzliche dritte Stufe nicht brauchte. Die Nutzlastkapazität für eine niedrige Umlaufbahn betrug 735 kg. Delta G hatte zwei Einsätze, beide waren erfolgreich. Der Erststart erfolgte am 14. Dezember 1966.
- Delta J – war eine Delta E mit einer starken Burner-2-Drittstufe, die etwa doppelt so groß wie die alte Altair 2 war. Delta J konnte 800 kg in einen niedrigen Orbit oder 263 kg in GTO bringen. Die Rakete wurde nur einmal gestartet, der Start war erfolgreich. Der Erststart erfolgte am 4. Juli 1968.
- Delta L – bekam eine etwas verlängerte Erststufe, die nun 20 t mehr wog als die alte. Als dritte Stufe wurde eine FW-4D-Stufe eingesetzt. Dadurch stieg die Nutzlastkapazität der Delta L auf etwa 300 kg für den GTO. Es gab einen erfolgreichen und einen nicht erfolgreichen Start. Der Erststart erfolgte am 27. August 1969.
- Delta M – unterschied sich von der Delta L durch den Einsatz der Burner-2-Oberstufe, die schon bei der Delta J verwendet wurde. Außerdem gab es eine Delta-M6-Version, bei der zum ersten Mal sechs Castor-II-Feststoffbooster eingesetzt wurden. Die Nutzlastkapazität für einen GTO betrug 356 kg (454 kg bei der Delta M6). Es gab insgesamt 13 Starts der M-Versionen, davon scheiterten zwei. Der Erststart erfolgte am 19. September 1968.
- Delta N – unterschied sich von der Delta M nur durch das Fehlen der dritten Stufe, die für Starts in niedrige Orbits, für die Delta N ausgelegt war, nicht gebraucht wurde. Wie bei der Delta M gab es hier eine Delta-N6-Version, die mit sechs Boostern ausgestattet war. Die Nutzlastkapazität für einen niedrigen Orbit betrug 900 kg (1600 kg bei der Delta N6). Von den neun Starts der N-Versionen war einer nicht erfolgreich. Der Erststart erfolgte am 16. August 1968.

### Spätere Versionen
Da die Benennung der vielen Versionen der Delta zu kompliziert geworden war, entschied man, ein neues Benennungssystem einzuführen. Nun wurde jeder Version eine vierstellige Nummer zugeordnet, wobei die einzelnen Ziffern nach folgendem Schlüssel zugewiesen wurden:
- die erste Ziffer entsprach einer wesentlichen Änderung an der ersten Stufe der Rakete oder an den Feststoffboostern. Die gerade im Einsatz stehende (seit Delta L) Thor-LLT-Stufe mit den Castor-II-Boostern erhielt die Ziffer 0.
- die zweite Ziffer bedeutete die Anzahl der Feststoffbooster, wobei 0 für eine Rakete ohne Booster stand.
- die dritte Ziffer entsprach der zweiten Stufe. Die gerade im Einsatz stehende Stufe erhielt eine 0.
- die vierte Ziffer entsprach der dritten Stufe. Eine Star-37D-Stufe erhielt eine 3 und eine Star 37E eine 4

Die folgenden weiteren Modelle der Delta I wurden gebaut:
- x00er Serie  – unterschied sich von der Delta N durch eine etwas modifizierte zweite Stufe und dadurch, dass nun bis zu neun Booster an die Rakete angehängt werden konnten. Von dieser Serie starteten nur die 0300- und die 0900-Versionen, wobei man oft die erste Ziffer weggelassen hat, und diese Versionen nur 300 oder 900 nannte. Es gab insgesamt fünf Starts, davon war einer ein Fehlstart. Der Erststart erfolgte am 23. Juli 1972.
- 1000er Serie – erhielt eine modifizierte Thor-ELT-Erststufe, die 14 t schwerer war, als die alte. Dadurch wurde die erste Ziffer in der Bezeichnung zu einer 1. Außerdem gab es in dieser Serie eine ebenfalls modifizierte, zweite Stufe der Rakete, der eine 1 an der dritten Stelle der Bezeichnung entsprach. Bei allen Raketen mit der modifizierten zweiten Stufe, wurde der Durchmesser bis zur kegelförmigen Raketenspitze auf den der Thor Erststufe von 8 Fuß (2,44 m) erhöht. Dies wurde durch einen neuen Stufenadapter und eine Nutzlastverkleidung mit jeweils 2,44 m Durchmesser erreicht, die alles oberhalb der ersten Stufe umschlossen. Die zweite Stufe, deren Durchmesser kleiner war als die sie umgebene Verkleidung, wurde von innen in ihrem Zentrum befestigt.[3][4] Daneben wurde auch die ältere zweite Stufe ohne die neue Verkleidung eingesetzt (0 an der dritten Stelle). Es wurden folgende Versionen gestartet: 1604, 1410, 1900, 1910, 1913 und 1914. Es gab insgesamt acht Starts dieser Serie, alle waren erfolgreich. Der Erststart erfolgte am 23. September 1972.
- 2000er Serie – bei dieser Serie erhielt die erste Stufe ein neues RS-27-Triebwerk. Außerdem wurde die Delta nur noch mit dem Durchmesser von 8 Fuß gebaut, womit sie ab der 2000 Serie immer das Aussehen der modernen Delta-II-Rakete hatte. Diese Serie startete viele kommerzielle Nutzlasten und wurde daher in großer Stückzahl gebaut. Insgesamt wurden 44 Starts durchgeführt, wobei lediglich ein Start ein Teilerfolg war. Folgende Versionen wurden eingesetzt: 2310, 2313, 2910, 2913 und 2914. Der Erststart erfolgte am 19. Januar 1974.
- 3000er Serie – die Änderung der ersten Ziffer erfolgte aufgrund des Umstiegs von Castor II auf Castor-IV-Booster, die erheblich größer und schwerer waren als die alten Booster. Außerdem wurde in dieser Serie neben der bisherigen auch eine neue AJ-10-118K-ITIP-Zweitstufe eingesetzt, die mit einer 2 an der dritten Stelle gekennzeichnet wurde. Darüber hinaus gab es seit dieser Serie eine neue PAM-D-Drittstufe. Im Gegensatz zu anderen Oberstufen wurde PAM-D nicht durch eine Ziffer markiert, sondern wurde hinter die Raketenbezeichnung dazugeschrieben. Von dieser Serie sind 38 Raketen gestartet worden, wobei drei Starts fehlgeschlagen sind. Folgende Versionen wurden eingesetzt: 3910, 3913, 3914, 3910 PAM-D, 3920, 3924 und 3920 PAM-D. Der Erststart war am 13. Dezember 1975.
- 4000er Serie – bei dieser Serie wurden wieder neue Feststoffbooster eingeführt, diesmal in den Versionen Castor IV-A und IV-B. Die beiden Boosterversionen wurden parallel eingesetzt, wobei IV-A bereits beim Start der Rakete gezündet wurden und IV-B erst später im Flug. Die Castor IV-B besaßen – gegenüber den ansonsten identischen Castor IV-A – als Anpassung an den niedrigeren Luftdruck in großer Höhe, größere Schubdüsen. Diese dienten zur Verbesserung des Entspannungsverhältnisses und Schuberhöhung. Außerdem verwendete die 4000er Serie bei der ersten Stufe das alte MB-3-III-Triebwerk, welches das letzte Mal bei der 1000er Serie zum Einsatz kam. Dies kam dadurch, da noch einige alte Triebwerke übrig geblieben waren, und man diese nicht verschrotten wollte. Auch die PAM-D-Oberstufe erhielt nun eine Kennzeichnungsziffer, und zwar eine 5 an der vierten Stelle. Von dieser Serie gab es zwei Starts, beide Raketen flogen in der Version 4925, und brachten ihre Nutzlast erfolgreich ins All. Die Nutzlastkapazität einer Delta 4925 betrug 1312 kg für den GTO. Der Erststart war am 27. August 1989.
- 5000er Serie – unterschied sich von der 4000er-Serie nur durch den Einsatz des RS-27-Triebwerkes in der ersten Stufe der Rakete, welches bereits seit der 2000er-Serie verwendet wurde. Es gab nur einen Start dieser Serie und zwar in der Version 5920. Der Start fand am 18. November 1989 statt und war erfolgreich.
- 6000er Serie – diese Serie wurde als Ersatz für den Space Shuttle entwickelt, welches nach der Challenger-Katastrophe seit 1986 nicht mehr zum Starten von kommerziellen und Militärsatelliten zur Verfügung stand. Um die Nutzlastkapazität der Delta zu erhöhen, wurde die erste Stufe erheblich verlängert, sodass sie mehr Treibstoff aufnehmen konnte. Außerdem gab es seit dieser Version drei verschiedene Nutzlastverkleidungen, die alte mit 2,4 Metern (acht Fuß) Durchmesser und die neuen mit 2,85 und 3 Metern (9,5 bzw. 10 Fuß) Durchmesser, was durch das Anbringen von einer -8 oder -10 an den Raketentyp gekennzeichnet wurde (9,5 Fuß war nun Standardverkleidung und wurde nicht extra gekennzeichnet). Die Raketen dieser Serie starteten insgesamt 17 Mal, alle Starts waren erfolgreich. Folgende Versionen wurden eingesetzt: 6920-8, 6920-10, 6925 und 6925-8. Der Erststart war am 14. Februar 1989.

## Delta II

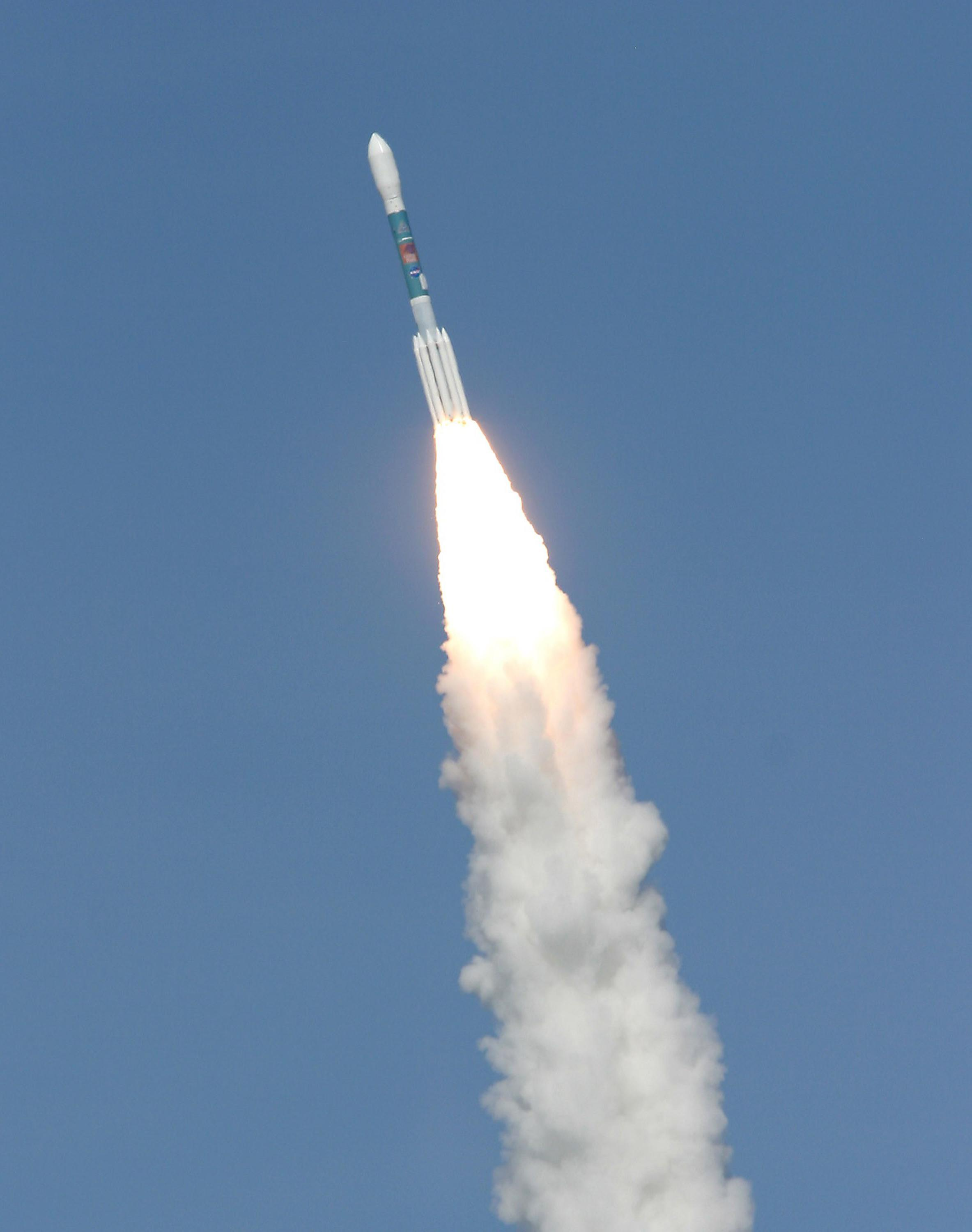
Eine Delta 7920-10C startet am 20. April 2004 mit dem Satelliten Gravity Probe B.

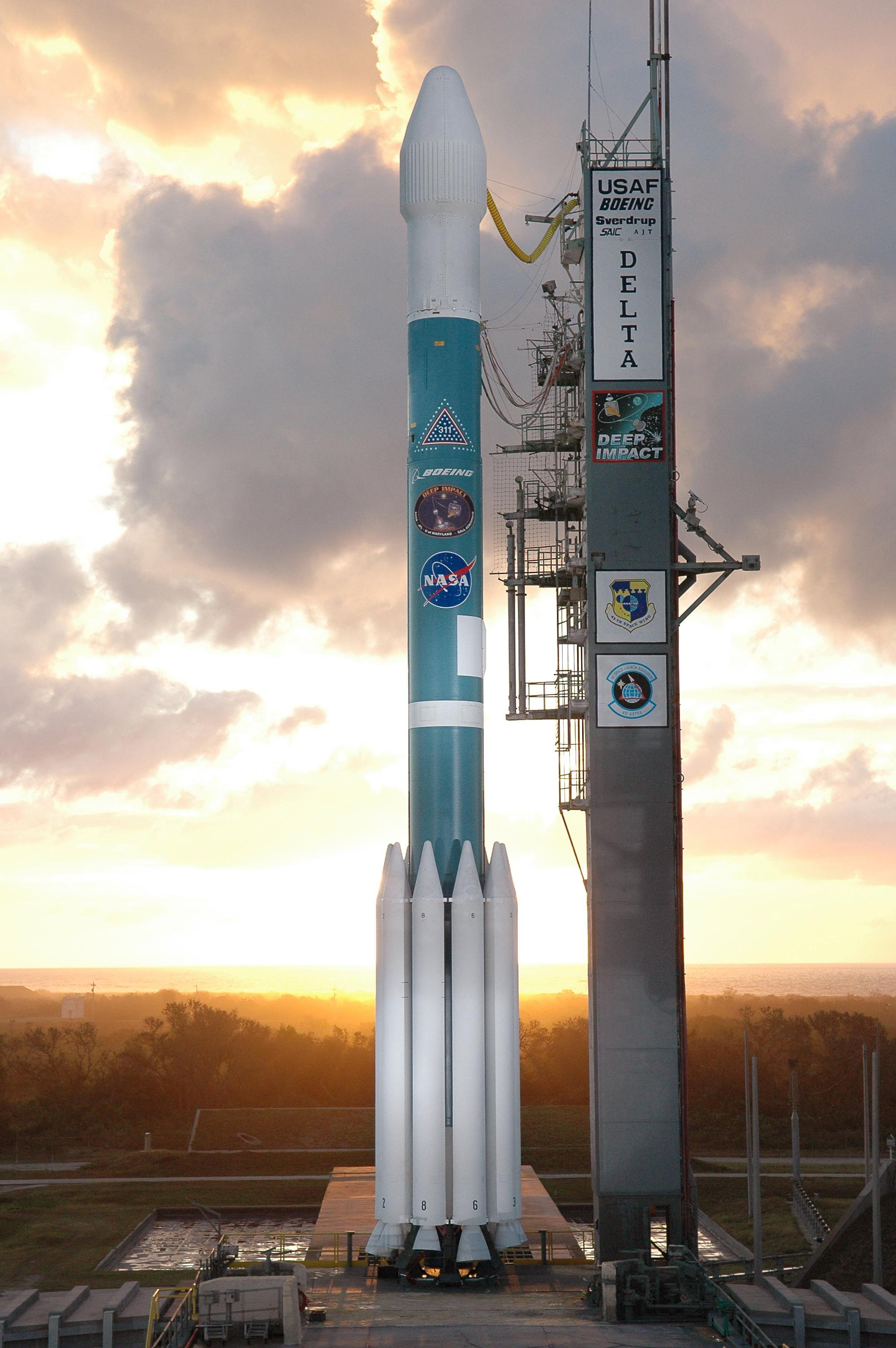
Delta II 7925 (2925) mit Deep Impact

Die Delta II unterschied sich von der 6000er Serie nur durch ein modifiziertes Triebwerk der ersten Stufe und durch neue Feststoffbooster. Die erste Stufe bekam ein RS-27A-Triebwerk, das etwas mehr Schub als RS-27 lieferte. Die Castor-IV-Booster wurden durch die etwas größeren GEM-40-Booster ersetzt. Auch für die Delta II wurde das numerische Kennzeichnungssystem verwendet, sie erhielt eine 7 an der ersten Stelle. Außerdem gibt es seit 2003 eine Delta II mit stärkeren GEM-46-Boostern, die auch bei der Delta III zum Einsatz kamen, und von dieser übernommen wurden. Diese Delta-Raketen werden durch das Hinzufügen des Buchstaben H gekennzeichnet. Die Nutzlastkapazität einer Delta II 7920 beträgt etwa 5000 kg für einen niedrigen Orbit und einer Delta II 7925 etwa 1800 kg für den GTO.
Der erste Start einer Delta II fand am 26. November 1990 mit einem GPS-Satelliten an Bord statt. Seitdem ist sie mehr als 100 Mal geflogen, wobei es bisher nur zwei Fehlstarts gab, der letzte am 16. Januar 1997 (Stand: Anfang 2005). Da die Delta II seit Anfang der 90er Jahre für kommerzielle Kommunikationssatelliten zu schwach geworden ist, wird sie nun vorwiegend zum Starten von kleineren Militärsatelliten, wie z. B. den GPS-Satelliten bis zum Ende der GPS IIR-M Serie und zum Starten von Forschungssatelliten der NASA verwendet. Außerdem wurden viele interplanetaren Raumsonden der NASA mit der Delta II gestartet, so z. B. alle Mars-Missionen von 1996 bis 2003, Stardust, MESSENGER, Deep Impact und viele andere.
Für niedrige Erdorbits und Planetenmissionen stehen auch Versionen mit nur drei oder vier Booster zur Verfügung. Die Delta II wird auch, beim Start einiger sehr leichter Raumsonden, mit einer kleineren dritten Stufe eingesetzt. Diese besitzt einen Star-37FM-Antrieb und wiegt nur 1063 kg, anstatt 2141 kg wie die PAM-D-Oberstufe. Die neue Oberstufe reduziert die Nutzlastkapazität jedoch massiv, weshalb sie nur sehr selten eingesetzt wird. Diese Oberstufe erhielt als Endziffer eine 6. Eingesetzt wurde sie bisher nur für die Missionen IMAGE, Stardust, Genesis und Deep Space 1.
In Anlehnung an die neuere Nomenklatur der Delta IV spricht die NASA auch von der Delta 2xxx. Dabei besteht eine Verwechslungsgefahr mit der 2000er Serie der Delta I. Der Hersteller Boeing hat aber die alte Schreibweise 7xxx beibehalten.
Die Delta II hatte am 15. September 2018 mit dem ICESat-2 ihren letzten Start.

## Delta III

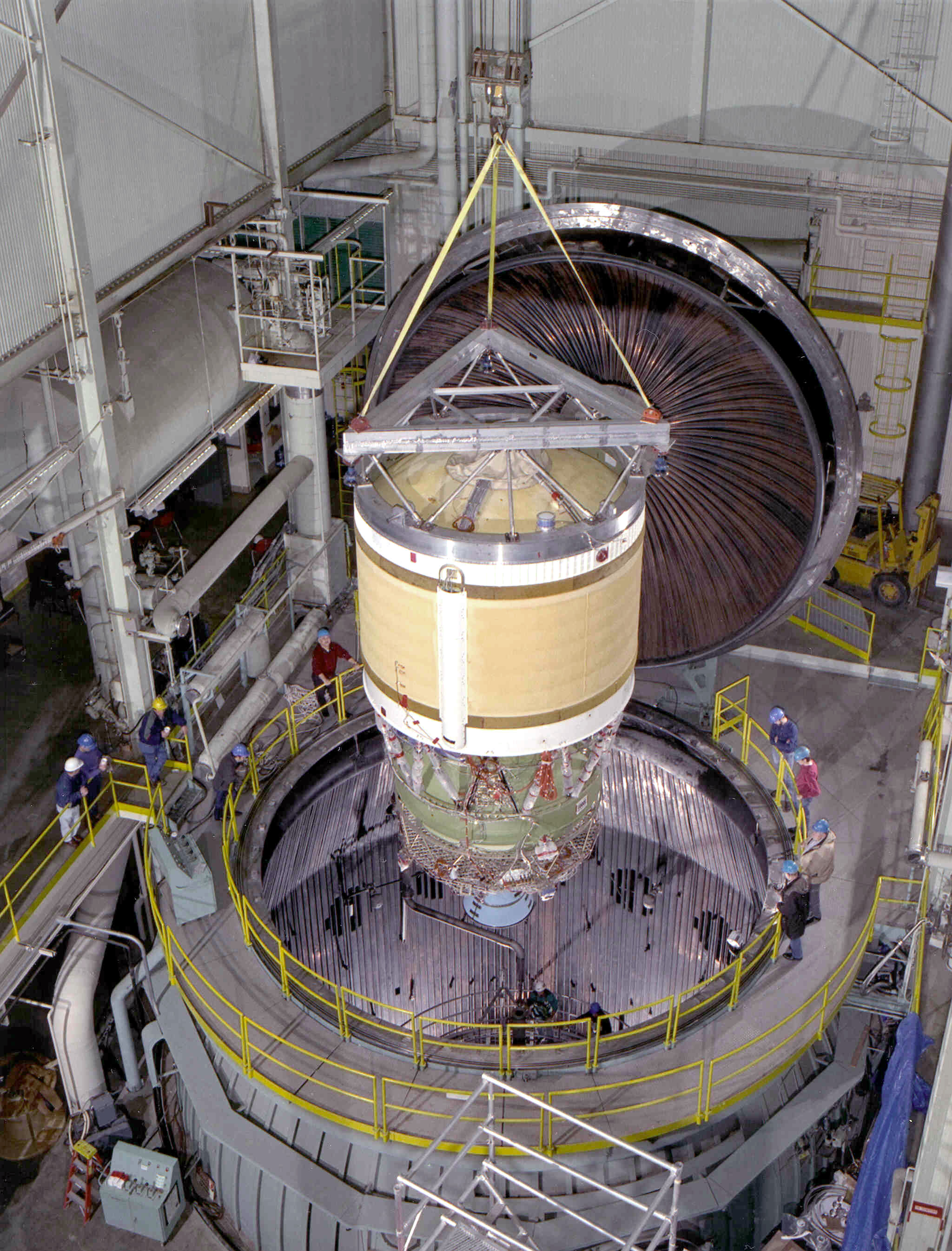
Zweite Stufe einer Delta III

Da Delta II durch die steigende Satellitenmasse zum Starten kommerzieller Nutzlasten zu klein geworden ist, beschloss man Mitte der 1990er Jahre die wesentlich stärkere Delta III zu entwickeln.
An der ersten Stufe der Delta III wurde im Vergleich zu Delta II kaum etwas verändert: Die Tanks wurden verkürzt, um die Gesamtlänge der Rakete nicht wesentlich zu erhöhen, außerdem wurden die alten GEM-40 Feststoffbooster durch die etwas längeren und breiteren GEM-46, auch genannt GEM LDXL (Large Diameter Extended Length), ersetzt. Delta III erhielt eine neue, hochenergetische zweite Stufe, die von einem Pratt & Whitney RL10B-2-Triebwerk angetrieben wurde. RL10B-2 nutzte flüssigen Wasserstoff und Sauerstoff als Treibstoff und lieferte einen Schub von 110 kN. Das Triebwerk ist eine Variante des RL10-Triebwerks der Centaur-Oberstufe, das zudem über eine Schubdüse mit ausfahrbaren Teilen verfügt. Dadurch lässt sich die Stufe leichter in die Rakete integrieren, bietet aber trotzdem nach der Stufentrennung und anschließendem Ausfahren der Düse auf die volle Länge eine gesteigerte Leistungsfähigkeit. Die aus Kohlefaserverbundwerkstoffen bestehende Schubdüse wird bei SEP in Frankreich gefertigt. Die Stufe unterscheidet sich von der Centaur auch dadurch, dass ihre Tanks die Stabilität auch ohne eine Druckbeaufschlagung wahren, was bei der Centaur nicht der Fall ist. Der Durchmesser des Wasserstofftanks der Zweitstufe beträgt 4 m, der des darunterliegenden Sauerstofftanks 2,4 m, was dem Durchmesser der Delta II entspricht. Außerdem erhielt die Rakete eine neue geräumigere Nutzlastverkleidung mit 4 m Durchmesser. Durch diese ganzen Maßnahmen stieg die Nutzlastkapazität der Delta III auf 3810 kg für den Geotransfer-Orbit, mehr als das Doppelte einer Delta II. Auch für die Delta III gilt das numerische Bezeichnungssystem, dabei steht an der ersten Stelle eine 8 und an der dritten eine 3 für die neue Zweitstufe. Die NASA würde dagegen gemäß ihrer neuen Nomenklatur an der ersten Stelle eine 3 verwenden.
Der erste Start einer Delta III fand am 27. August 1998 statt und endete kurz nach dem Abheben mit einer Explosion der Rakete. Auch der nächste Start am 5. Mai 1999 war ein Fehlschlag. Erst beim dritten Start am 23. August 2000 erreichte die Nutzlast einen Orbit, der jedoch niedriger als erwartet war, so dass dieser Start nur als ein Teilerfolg zu bewerten war. Alle drei Raketen flogen in der Version 8930.
Nach diesen Fehlschlägen wurde die Produktion der Delta III eingestellt, und sie wurde schließlich 2002 durch die neue Delta IV ersetzt. Alle Nutzlasten der Delta III wurden dabei auf die Delta IV umgebucht. Einige für die Delta III entwickelten Technologien werden in der Delta IV eingesetzt, so z. B. wurde die Zweitstufe der Delta III fast unverändert übernommen. Die GEM-46-Feststoffbooster wurden dagegen von der Delta III für die neuen Delta-II-Heavy-Versionen übernommen.

## Delta IV

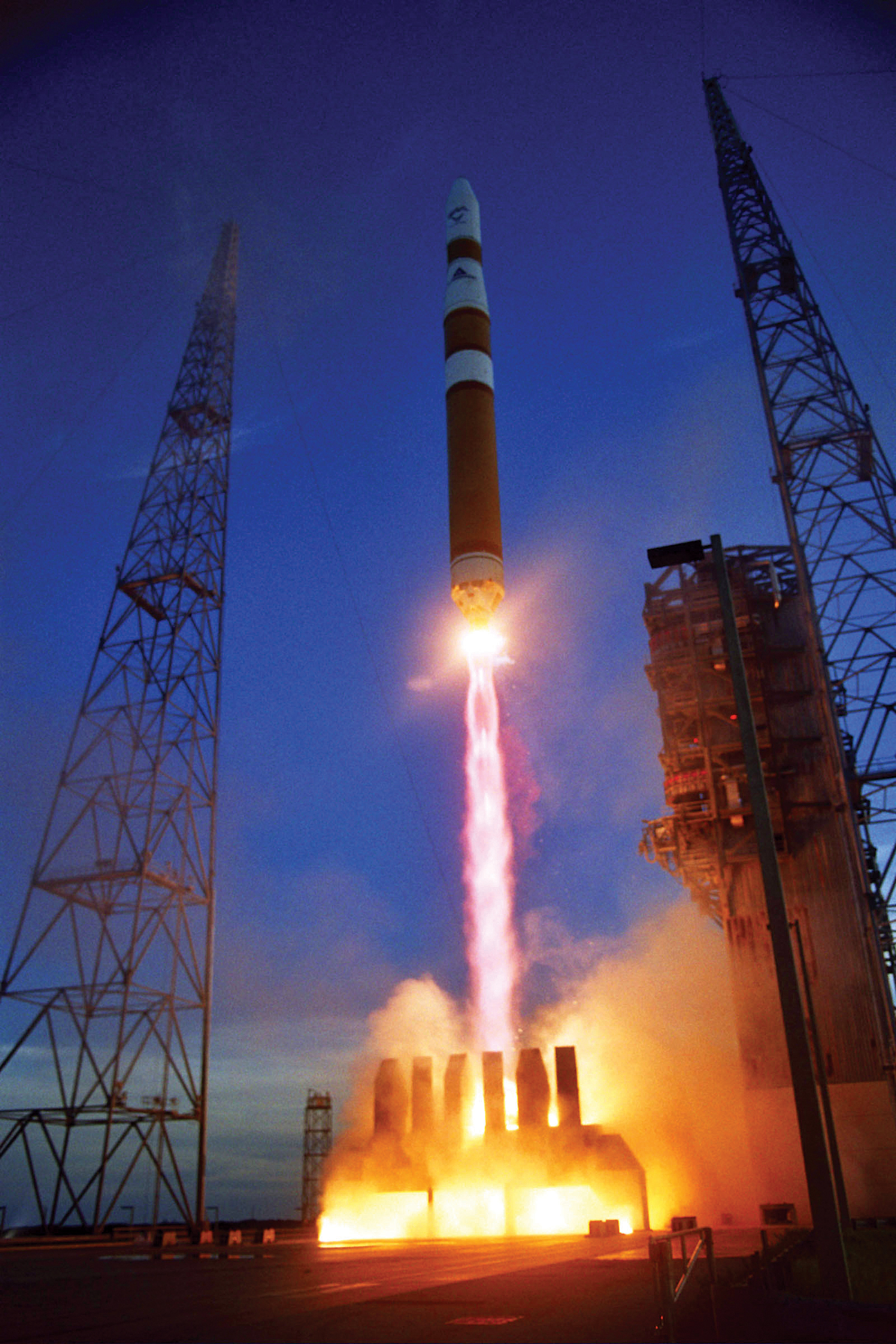
Start einer Delta IV Medium mit einem DSCS-Satelliten

Am 20. November 2002 startete die erste Delta IV vom Cape Canaveral, am 9. April 2024 die letzte. Delta IV entstand im Rahmen des Evolved-Expendable-Launch-Vehicles-Programms der US Air Force, um die älteren Raketentypen zu ersetzen. Für die Delta IV wurde eine völlig neue Erststufe entworfen, die von einem ebenfalls neu entwickelten Rocketdyne-RS-68-Raketentriebwerk angetrieben wurde. Das Triebwerk verbrannte flüssigen Wasserstoff mit flüssigem Sauerstoff (LH2/LOX). Die Erststufe erhielt den Namen CBC (Common Booster Core) und bildete die Grundlage für alle Versionen der Delta IV. Die zweite Stufe der Delta IV wurde weitgehend aus der Delta III übernommen.
Folgende fünf verschiedene Varianten der Delta IV wurden angeboten:
- Delta IV Medium – besaß eine Nutzlastverkleidung von vier Metern Durchmesser und keine Feststoffbooster.
- Delta IV Medium+ (4,2) – unterschied sich von der Medium-Grundversion durch zwei zusätzliche GEM-60-Booster.
- Delta IV Medium+ (5,2) – unterschied sich von der Medium+ (4,2)-Version durch eine Nutzlastverkleidung von fünf Metern Durchmesser und einer etwas höheren Treibstoffkapazität der zweiten Stufe.
- Delta IV Medium+ (5,4) – war die stärkste Version der Medium-Reihe und unterschied sich von der Medium+ (5,2) durch zwei weitere GEM-60-Booster, womit die Anzahl der Booster auf insgesamt vier stieg.
- Delta IV Heavy – bestand aus drei gebündelten CBCs als Erststufe und war etwa doppelt so stark wie die stärkste Medium-Version.

## Startlisten
- Liste der Delta-II-Raketenstarts
- Liste der Delta-IV-Raketenstarts

## Nachweise
1. ↑  Delta. Gunter’s Space Page, abgerufen am 10. April 2024.
2. ↑  Delta-4. Gunter’s Space Page, abgerufen am 10. April 2024.
3. ↑  Norbert Brügge: Delta I
4. ↑  Siehe Fotos: Delta 1410 und Delta 1910

- Boeing: Delta Launch Vehicles (Memento vom 7. Januar 2007 im Internet Archive) (englisch)
- Bernd Leitenberger: Die Thor – Delta (Teil 2), Die Delta Trägerrakete Teil 3, Die Delta 3 und 4
- Gunter’s Space Page: Delta, Delta 4 (englisch)
- History of the Delta Launch Vehicle (englisch)
- United Launch Alliance: Atlas V and Delta IV Technical Summary (Memento vom 10. Februar 2013 im Internet Archive) (PDF, englisch; 4,0 MB)